# 县立广岛大学
县立广岛大学（英語：Prefectural University of Hiroshima）位于日本广岛县广岛市南区宇品东，为日本公立大学，1920年创建，2005年大學设置，大学简称PUH。

## 沿革
- 1920年（大正9年），广岛县立广岛高等女学校（现广岛县立广岛皆实高等学校）设置，为「专攻科」。
- 1928年（昭和3年），旧制女子专门学校「广岛女子专门学校」独立开校。
- 太平洋战争后的1950年，「广岛女子短期大学」建立。
- 1965年，「广岛女子大学」建立（2000年4月「县立广岛女子大学」）。
- 2005年（平成17年）4月1日，「县立广岛女子大学」、「广岛县立大学」「广岛县立保健福祉大学（旧：广岛县立保健福祉短期大学）」3所大学合併，學校開校。
- 2007年4月1日，学校法人化，公立大学法人县立广岛大学。

## 校址
- 广岛县广岛市南区宇品东
- 广岛县原市七塚町
- 广岛县三原市学园町

## 院系

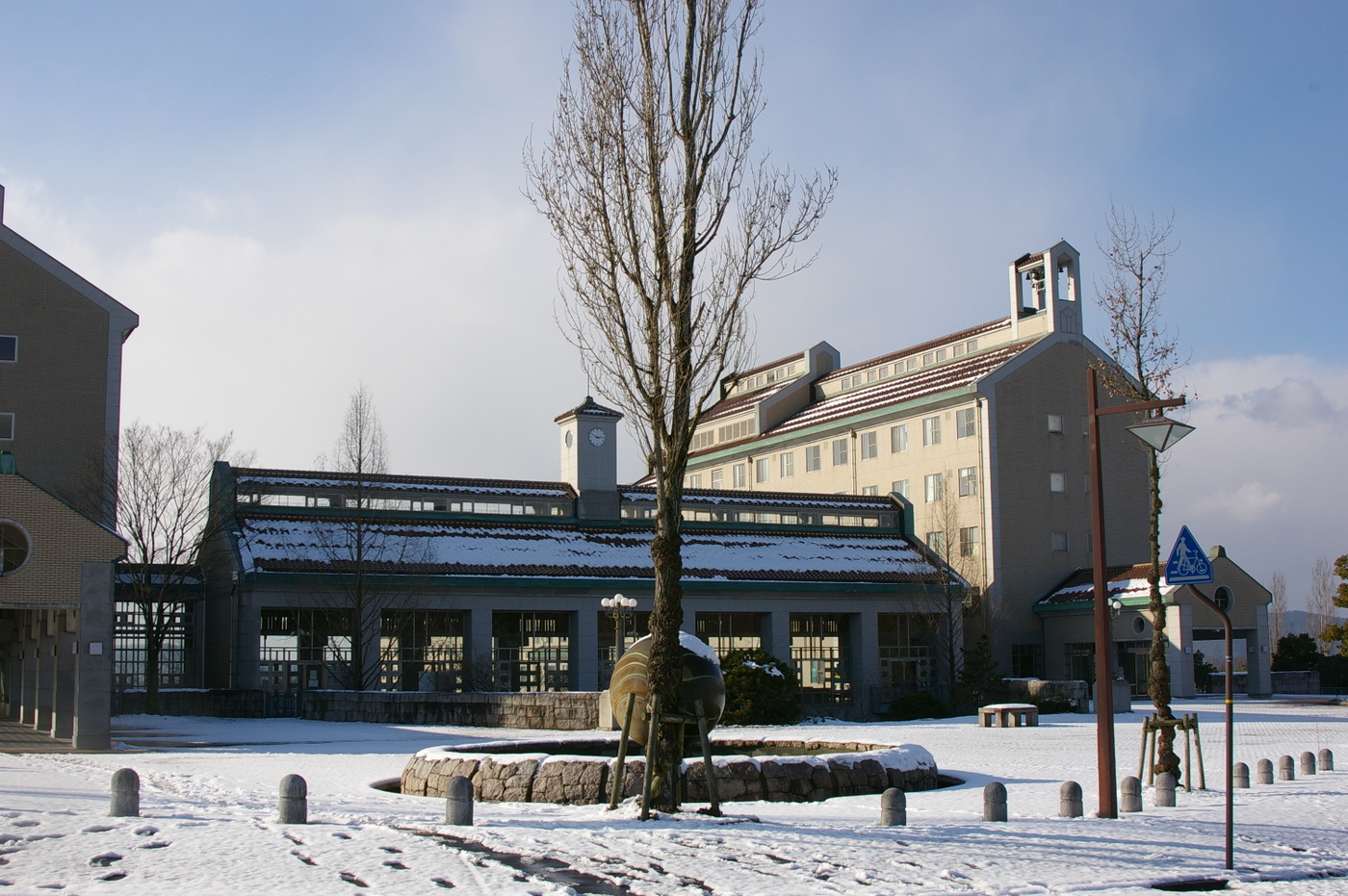
庄原分校。

- 人類文化学部
  - 国际文化学科
  - 健康科学科
- 经营情报学部
  - 经营学科
  - 经营情报学科
- 生命环境学部
  - 生命科学科
  - 环境科学科
- 保健福祉学部
  - 看护学科
  - 理学疗法学科
  - 作业疗法学科
  - 障害学科
  - 人類福祉学科

### 大学院
- 综合学术研究科
  - 人類文化学专攻（碩士课程）
  - 经营情报学专攻（碩士课程）
  - 生命科学专攻（博士课程前期·博士课程后期）
  - 保健福祉学专攻（碩士课程）

## 对外交流
- 首尔市立大学校（韩国）
- 西安交通大学（中国陕西省西安市）
- 四川大学（中国四川省）
- 成都大学（中国四川省）
- 密德萨斯大学（英国）